# Alexandra Lencastre
Alexandra Lencastre (Lapa, Lisboa, 26 de septiembre de 1965) es una actriz portuguesa.

## Biografía
Estudió filosofía en la Facultad de Letras de la Universidad de Lisboa, pero terminó ingresando en la Escuela Superior de Teatro y Cine, donde se formó como actriz.
En el teatro interpretó piezas de autores como Anton Tchekov, Pier Paolo Pasolini, David Mamet, Molière, Aristófanes, José Régio, Almeida Garrett, Jorge de Sena, Gil Vicente, Miguel Esteves Cardoso, Natália Correia, Botho Strauss, Tankred Dorst, entre otros, habiendo trabajado con Mário Feliciano, Orlando Neves y Jorge Listopad, en el ACARTE; Rogério de Carvalho y Carlos Avilez, en el Teatro Experimental de Cascais; João Canijo, en el proyecto Pro Tea; Jorge Listopad, Carlos Fernando, José Wallenstein y Gastão Cruz, en el Teatro Hoje; Graça Lobo, en la Compañía de Teatro de Lisboa; João Lourenço, en el  Teatro Aberto.
De su carrera como actriz de televisión destacan papeles como Fúria de Viver (2002) o Ana e os Sete (2003), que le valió dos Globos de Oro (2003) y (2004) a la Mejor Actriz Programa de televisión. También fue la única mujer que le valió el Premio Aquila a la mejor actriz principal de televisión (2015) y el "Premio a la actriz principal" en los trofeos de televisión otorgado por la revista TV 7 Dias (2016). En el medio, se resalta su actuación en Meu Amor (2009), considerada la mejor telenovela (2010) en los Emmy internacionales.
Además protagonizó la película portuguesa A Mulher que Acreditava Ser Presidente dos Estados Unidos da América (2003) de Joao Botelho, que le valió el Premio del Público a la Mejor Interpretación Femenina otorgada en el Festival Internacional de Cine Angra do Heroísmo (2003).

## Filmografía

### Televisión
| Año       | Título                            | Personaje                                      |
| --------- | --------------------------------- | ---------------------------------------------- |
| 1989      | Rua Sésamo                        | Guiomar                                        |
| 1990      | Os Melhores Anos                  | Margarida                                      |
| 1993      | A Banqueira do Povo               | Isabel                                         |
| 1995      | Tudo Ao Molho e Fé Em Deus        | Helinha                                        |
| 1997      | Riscos                            | Lídia                                          |
| 1999      | Não És Homem, Não És Nada         | Vitória Palma Reis                             |
| 1999      | Médico de Família                 | Clara                                          |
| 1999      | Jornalistas                       | Isabel Lourenço                                |
| 2000      | Querido Professor                 | Helena                                         |
| 2002      | Fúria de Viver                    | Beatriz Lacerda Cabral                         |
| 2003-2004 | Ana e os Sete                     | Ana Cruz                                       |
| 2004      | Inspector Max                     | Mariana Botelho                                |
| 2005      | Ninguém como tu ("Nadie como tú") | Luíza Albuquerque                              |
| 2006      | Tempo de Viver                    | Fátima Almeida                                 |
| 2007      | Fascínios                         | Margarida Miranda Ventura                      |
| 2008      | Equador                           | Maria Augusta da Trindade                      |
| 2009      | Meu Amor                          | Patrícia Castro Mota                           |
| 2011      | Anjo Meu                          | Joana Rita Saraiva                             |
| 2013      | Destinos Cruzados                 | Sílvia Candeias Moreira/Laura Veiga de Andrade |
| 2015      | La Única Mujer                    | Pilar Sacramento                               |
| 2017      | A Herdeira                        | Caetana Rivera                                 |
| 2019      | Na Corda Bamba                    | Fernanda Lobo                                  |

### Cine
- 1988: Meia Noite
- 1988: Agosto
- 1988: Máscara de Aço Contra Abismo Azul (voz)
- 1990: Conserva Acabada (cortometraje)
- 1991: Ao Fim da Noite (voz)
- 1991: Filha da Mãe
- 1991: Erros Meus
- 1992: Terra Fria (voz)
- 1992: Requiem para um Narciso (cortometraje)
- 1992: Medo
- 1992: Entre Mortos e Vivos (cortometraje)
- 1992: Eternidade (voz)
- 1992: Vertigem
- 1993: Coitado do Jorge (voz)
- 1993: O Fim do Mundo
- 1994: Três Palmeiras
- 1997: O Oiro do Bandido
- 1998: Tráfico
- 1998: Os Mutantes
- 2001: Quatro Vezes Quatro
- 2002: A Falha
- 2002: O Delfim
- 2002: Tudo Continua Até ao Dia em que Pára (cortometraje)
- 2002: The Dancer Upstairs
- 2003: Xavier
- 2003: Os Imortais
- 2003: A Mulher que Acreditava Ser Presidente dos Estados Unidos da América
- 2004: Lá Fora
- 2007: O Capacete Dourado
- 2007: Julgamento
- 2007: Corrupção
- 2009: Os Sorrisos do Destino
- 2010: Filme do Desassossego
- 2012: Gesto
- 2015: O Leão da Estrela
- 2017: 2 Minutos (cortometraje)
- 2018: Parque Mayer
- 2019: Quero-te Tanto!

### Teatro
- 1984: Acto sem palavras I e II + Vai e vem
- 1985: Pílades
- 1986: Frei Luís de Sousa
- 1986: O Indesejado
- 1987: Tartufo (TEC - Teatro Experimental de Cascais)
- 1988: Opereta (TEC - Teatro Experimental de Cascais)
- 1988: O Pranto e as Almas (TEC - Teatro Experimental de Cascais)
- 1988: D. João no Jardim das Delícias (TEC - Teatro Experimental de Cascais)
- 1988: Erros Meus, Má Fortuna, Amor Ardente
- 1989: Lisístrata (TEC - Teatro Experimental de Cascais)
- 1989: Quem Pode, Pode! (Pró Tea / Prótea)
- 1990: Cenas da Vida de Benilde (Grupo Teatro Hoje)
- 1990: Terminal Bar (Grupo Teatro Hoje)
- 1992: Estrelas na Manhã (Grupo Teatro Hoje)
- 1992: A Gaivota (Grupo Teatro Hoje)
- 1993: Os Homens (Companhia de Teatro de Lisboa)
- 1993: O Tempo e o Quarto (Novo Grupo/ Teatro Aberto)
- 1997: Fernando Krapp Escreveu-me esta Carta (Novo Grupo/ Teatro Aberto)
- 2010: Um Eléctrico Chamado Desejo (Teatro Nacional D. Maria II)
- 2015: Plaza Suite
- 2015: Quem Tem Medo de Virgínia Woolf?